# Leopoldo Galtieri
Leopoldo Galtieri (15. července 1926, Caseros, provincie Buenos Aires – 12. ledna 2003, Buenos Aires) byl argentinský generál, později prezident Argentiny a diktátor (v době vojenské diktatury), který zahájil Válku o Falklandy proti Spojenému království.

## Biografie
Pocházel z rodiny s italskými kořeny. Ve svých sedmnácti letech začal studovat na Colegio Militar de la Nación a později řadu let pracoval jako inženýr v armádě. Dne 22. prosince 1981 se stal prezidentem Argentiny. Úřad opustil v červnu následujícího roku, kdy byl zbaven funkce. Koncem roku 1983 byl zatčen a v roce 1986 odsouzen za porušování lidských práv na dvanáct let ve vězení. V roce 2002 se léčil s rakovinou. Zemřel následujícího roku na karcinom slinivky břišní ve věku 76 let.